# Luigi Villari
Luigi Villari (1876 – 1959) è stato uno storico, viaggiatore e diplomatico italiano.

## Biografia
Nato dal matrimonio tra lo storico Pasquale Villari e la scrittrice britannica Linda White, poté avvantaggiarsi di un perfetto bilinguismo italiano e inglese.
Lavorò al Ministero degli esteri italiano e successivamente fu corrispondente giornalistico. Villari assunse il ruolo di vice-console d'Italia in tre città americane: New Orleans (1906), Filadelfia (1907) e Boston (1907-10). Rientrato in Europa, fu delegato italiano per la Società delle Nazioni e, in patria, funzionario del Commissariato generale dell'Emigrazione a Roma.
A partire da quegli anni fu autore di molti libri, sia in inglese che in italiano. Per citarne alcuni tra i primi: Italian Life in Town and Country (1902); Balkan Question. The Present Condition of the Balkans and of European Responsibilities (1902); The Republic of Ragusa. An Episode of the Turkish Conquest (1904); Russia Under the Great Shadow (1905); Gli italiani negli Stati Uniti d'America e l'emigrazione italiana (1912); Una spedizione russa nell'Egeo al tempo di Caterina II (1913). Siglò numerose voci per l'Enciclopedia Britannica del 1911 e per l'Enciclopedia Italiana tra 1929 e 1936, oltre ad alcuni articoli sull'emigrazione italiana per la rivista Nuova Antologia.
Durante il periodo fascista aderì al regime svolgendo un ruolo di rilievo nella propaganda presso i paesi anglofoni, sia grazie al perfetto inglese, sia per la risonanza politica e culturale delle opere del padre, tradotte in inglese dalla moglie Linda. Tale ruolo collocava Luigi Villari al di fuori del controllo dell'ambasciata italiana a Londra, alle dipendenze del solo Mussolini.
Nei suoi scritti dedicò gran parte della sua attenzione ai problemi internazionali, in particolare ai rapporti tra l'Italia e i paesi anglofoni e tra Oriente e Occidente.
Fu autore anche di numerosi libri e diari di viaggio, compresi quelli dedicati ai suoi viaggi nel tardo Impero russo.